# Muhr
Muhr è un comune austriaco di 526 abitanti nel distretto di Tamsweg, nel Salisburghese.